# Erylus papulifer
Erylus papulifer är en svampdjursart som beskrevs av Gustavo Pulitzer-Finali 1983. Erylus papulifer ingår i släktet Erylus och familjen Geodiidae. Inga underarter finns listade i Catalogue of Life.